# Eric Johnson (ator)
Eric Johann Johnson (Edmonton, Alberta, 7 de agosto de 1979) é um ator canadense mais conhecido por interpretar Whitney Fordman no seriado Smallville. Deixou o elenco no fim da primeira temporada mas fez uma aparição na segunda temporada da série. Atualmente, Eric Johnson interpretou o médico-cirurgião Everett Gallinger no seriado americano The Knick.

## Biografia
O papel mais importante de Johnson antes de participar do seriado de televisão Smallville foi Teen Tristan no filme Legends of the Fall. Ainda no Canadá, Eric foi o principal em um filme premiado com o título de Scorn. Já dirigiu um longa-metragem e recentemente foi o protagonista na série de televisão Flash Gordon em 2007. Também interpretou Luke Callahan no seriado canadense Rookie Blue. Atualmente interpreta o papel do cirurgião Everett Gallinger no seriado norte-americano The Knick.

## Filmografia

### Filmes
| Ano  | Título                                  | Papel            |
| ---- | --------------------------------------- | ---------------- |
| 1994 | Road to Saddle River                    | Lance            |
| 1994 | Legends of the Fall                     | Teen Tristan     |
| 1998 | Oklahoma City: A Survivor's Story       | Jason            |
| 1998 | Heart of the Sun                        | Jack             |
| 1999 | Question of Privilege                   | Joel Aldridge    |
| 1999 | Atomic Train                            | Danny            |
| 2000 | Borderline Normal                       | Rocco            |
| 2000 | Bear With Me                            | Scott Robinson   |
| 2000 | Scorn                                   | Darren Huenemann |
| 2000 | Children of Fortune                     | Andrew Bast      |
| 2001 | Texas Rangers                           | Rollins          |
| 2002 | Bang Bang You're Dead                   | Mark Kenworth    |
| 2002 | Beauty Shot                             | Chad Johnson     |
| 2003 | Stealing Sinatra                        | Dean Torrence    |
| 2003 | Hollywood Wives: The New Generation     | Brian Richter    |
| 2004 | A Friend of the Family                  | Darris Shaw      |
| 2004 | Ginger Snaps 2: Unleashed               | Tyler            |
| 2004 | A Clown's Gift                          | Sam the Clown    |
| 2004 | Blinded                                 | John             |
| 2004 | Anonymous Rex                           | Rhys             |
| 2004 | The Work and the Glory                  | Joshua Steed     |
| 2005 | Falcon Beach                            | Lane Bradshaw    |
| 2005 | Marker                                  | Roddy Dutch      |
| 2005 | The Work and the Glory: American Zion   | Joshua Steed     |
| 2006 | Expiration Date                         | Animal #2        |
| 2006 | The Work and the Glory: A House Divided | Joshua Steed     |
| 2006 | Honeymoon with Mom                      | Adam             |
| 2009 | My Nanny's Secret                       | Drew             |
| 2010 | Meteor Storm                            | Kyle Pember      |
| 2017 | Fifty Shades Darker                     | Jack Hyde        |

### Televisão
| Ano       | Título                   | Papel                  |
| --------- | ------------------------ | ---------------------- |
| 1992      | The Ray Bradbury Theater |                        |
| 2001      | MythQuest                | Telemachus             |
| 2001-2003 | Smallville               | Whitney Fordman        |
| 2004      | The Collector            | Nick                   |
| 2006      | Criminal Minds           | Sean Hotchner          |
| 2006      | The Dead Zone            | Gene Purdy jovem       |
| 2007      | Ghost Whisperer          | Gordon Pike            |
| 2007      | The Unit                 | Ethan McNeal           |
| 2007      | Everest '82              | Laurie Skreslet        |
| 2007      | Flash Gordon             | Steven "Flash" Gordon  |
| 2010      | Rookie Blue              | Luke Callahan          |
| 2010      | Supernatural             | Brady                  |
| 2010      | Call Me Mrs. Miracle     | Jake Finley            |
| 2012      | Alcatraz                 | Cal Sweeney            |
| 2013      | Orphan Black             | Chad Norris            |
| 2014-2015 | The Knick                | Dr°. Everett Gallinger |